# Dolavira
Dolavira é um sítio arqueológico de uma antiga cidade da Civilização do Vale do Indo (também conhecida como cultura harapeana), datada do período entre 3 000 e 1 500 a.C. Abrange uma área de 103 hectares e está localizada na ilha Cadir, no distrito de Cacheche, no estado de Guzerate, na Índia. É uma das maiores escavações da cultura harapeana na Índia. Possui um dos primeiros e bem planejados sistema de drenagem e armazenamento de água do mundo e entrou para a lista de Patrimônio Mundial, tombado pela Organização das Nações Unidas para a Educação, a Ciência e a Cultura (UNESCO) em 2021.

## Intervenções arqueológicas
Dolavira foi descoberta por Jagat Pati Joshi, no ano de 1967, durante sua exploração pelo distrito de Cacheche através da Archaeological Survey of India (ASI). Joshi identificou oito sítios harapeanos e dois montes, um com a cidadela e o outro com a cidade baixa. Foram descobertos fortificações, bastiões, portões e artefatos harapeanos espalhados por toda a área.
Entre os anos de 1984 e 1985 as ruínas foram reexaminadas e descobriram uma cidadela, uma cidade média e uma cidade baixa, todo os três complexos dentro de uma fortificação com várias entradas em intervalos regulares.
Entre os anos de 1989 e 1990 foram feitas escavações de trincheiras de 50 centímetros de profundidade, onde identificaram as características arquitetônicas da fortificação e o layout da cidade. Através de uma sondagem profunda, foi feita uma completa documentação estratigráfica dos três complexos.
Entre os anos de 1990 e 2005, os estudos em Dolavira foram comandados pelo arqueólogo especialista  Ravindra Singh Bisht, através da SI, e as intervenções foram constantes neste período. Foram encontrados cerâmicas em terracota, miçangas, ornamentos de ouro e cobre, anzóis, estatuetas, ferramentas e armass. Foi encontrada também, uma inscrição de 3 metros com dez sinais do script do Indo e um fragmento de uma grande laje com inscrições de três sinais. Foram feitos estudos mais aprofundados dos três complexos, onde descobriram um grande sistema subterrâneo de drenagem de água e um sistema de reserva de água pluvial, dois estádios de multiplas funções e cemitérios.

## Cronologia da ocupação
- Fase I - 3000 a 2900 a.C. - Cultura Dolavira - Harapeana inicial[1]
- Fase II - 2900 a 2800 a.C. - Cultura Dolavira - Harapeana inicial[1]
- Fase III - 2800 a 2500 a.C. - Cultura Dolavira - Harapeana inicial[1]
- Fase IV - 2500 a 2100 a.C. - Harapeana[1]
- Fase V - 2100 a 2000 a.C. - Harapeana[1]
- Fase VI - 1950 a 1800 a.C. - Harapeana tardia[1]
- Fase VII - 1500 a 1450 a.C. - Harapeana pós-urbano[1]

## Expansão e declínio da cidade
Os estudos mostraram que a ocupação da área começou nos anos de 3 000 a.C. com a construção de uma pequena fortaleza e, a partir dos anos de 2 900 a.C., a cidade começos a expandir para o lado norte. No final da fase II a região foi atingida por um sismo. Na fase III, a fortaleza foi transformada em castelo e anexaram um bailey fortificado ao castelo. No castelo vivia a elite e a autoridade máxima da cidade. No final da fase III, mais uma vez a cidade foi atingida por um sismo de grande intensidade e precisou de reparos. Ainda no final da fase III, a cidade continuou se expandindo, e foi criada a cidade baixa. A cidade atingiu seu auge na fase IV. Por volta dos anos 2 000 a.C., a cidade foi abandonada por algumas décadas. No início da fase VI, a cidade voltou a ser ocupada, mas não em sua totalidade. Construíram casas em disposições diferentes das gerações anteriores e ocuparam somente a cidadela e a cidade média. Mais uma vez a cidade foi abandonada, dessa vez por alguns séculos. No início da fase VII, houve o retorno da ocupação, mas sem grandes planejamentos urbanos das antigas gerações. As casas eram espalhadas e construídas em formato circular e de um povo simples e abandonaram a cidade de vez por volta de 1 450 a.C.

## Estruturas do sítio

### Cidadela
A cidadela está localizada na parte sudeste do sítio e possui 300 m de largura, 140 a 160 m de profundidade e de 15 a 18 m de altura. Consiste no castelo e no bailey fortificados separadamente. 

#### Castelo
O castelo possui 114 m de largura e 94 m de profundidade. A habitação nesta região começou no início dos anos de 3 000 a.C. Foi descoberta uma rua central com 11 m de largura e ruas secundárias que facilitavam a movimentação em todas as regiões internas da fortificação. Também descobriram portões e drenos de águas pluviais. Na região norte do castelo, encontraram um conjunto de casas de plantas retangulares, construídas com blocos pedras e com vários cômodos, pertencentes a fase VI. Também encontraram casas circulares, datadas da fase VII que utilizaram muitos blocos de pedras do período anterior para a construção. Essas casas circulares possuíam somente um cômodo circular e uma antecâmara elíptica.

#### Bailey
O bailey possui 123 metros quadrados e está interligado ao castelo por um portal simples através da muralha do leste. No lado leste foram encontradas habitações da fase IV a fase VII. O lado oeste e sudoeste foram deixadas vazias. Há evidências de ter funcionado uma área de trabalho com grãos na parede norte do bailey.

### Cidade média
A cidade média está localizada ao norte da cidadela e a oeste da cidade baixa. Possui 340 m de largura e 242 m de profundidade e está cercada por uma muralha de fortificação com baluartes e portões em intervalos regulares.

### Cidade baixa
A cidade baixa está localizada ao nordeste da cidadela e a leste da cidade média. Possui 300 m de largura e 330 m de profundidade e não possui sua própria muralha de fortificação. Os estudos mostram que a cidade baixa começou a surgir durante a fase III e durou até a fase V.

### Muralhas de fortificação
A muralha exterior, que cerca todos os três complexos, foi construída com tijolos de barro, onde o lado externo era revestido com pedregulhos e pedras e o lado interno recebiam reboco de argila fina e nas partes mais frágeis e perto dos portões, recebia revestimento de pedras. Foi construída durante a fase III e utilizada até a fase V. O lado norte possui 781 m de comprimento, o lado oeste possui 630,50 m, o lado sul mede 600 m e o lado leste mede 210 m. Foram instalados onze baluartes no lado norte e nove baluartes no lado oeste, com uma distância entre 50 e 52 m entre elas.
A muralha do castelo foi construída durante a fase I. Possui 11,1 m de largura e 4 m de altura. A muralha foi reforçada, na parte interna, com uma parede de tijolos com 2,8 m de espessura e foi rebocada com uma massa de argila fina de tonalidade branco e rosa.

### Portões
Foram descobertos dezessete portões ao todo. Sendo cinco portões na muralha externa, dois portões no bailey, quatro portões nos estádios, um na Cidade Média e cinco no castelo.
O castelo possuía dois portões no lado leste, um portão no oeste, um portão no lado sul e um portão no lado norte. O portão norte do castelo dava acesso ao estádio, à cidade média e à cidade baixa. O aceso ao portão norte se dava através de uma passagem rebaixada, ladeada por duas câmaras elevadas e na extremidade interna da passagem, foi descoberto uma soleira feita de pedra calcária ladeada com soquetes de pilastras sobre blocos de calcário. Provavelmente os soquetes sustentavam grandes colunas de pedra. Na câmara do lado oeste da passagem foi descoberto dez grandes inscrições que ainda se encontram in situ. No extremo oposto da soleira, havia uma escada em L, sendo um lance de dez degraus, um patamar e mais um lance de treze degraus. O portão sul dava acesso ao reservatório escavado na rocha e foi fechado durante a fase V. O portão oeste dava acesso ao bailey, tinha 9 m de comprimento e 2,2 m de largura. O portão principal do leste era acessado através de uma passagem rebaixada com uma câmara elevada na lateral. Na extremidade interna da passagem, havia uma soleira de grandes lajes de pedra calcária na parte externa e um lance de escada com quatorze degraus.

### Sistema de armazenamento e drenagem de água
O sistema de coleta e armazenamento de água pluvial consistia em barragens, poços, cisternas e reservatórios, que no total comportavam até 325 000 m³ de água. Os reservatórios estavam ligados a poços que enchiam as cisternas com águas para beber e banhar-se.
No canto sudoeste do castelo foi descoberto um poço com 4,25 m de diâmetro e 13,6 m de profundidade. Próximo ao poço, há dois tanques paralelos, com uma distância de 4,7 m entre eles. Ambos os tanques possuem uma escada interna, sendo que em um tanque a escada só chega até a metade da profundidade. Toda essa estrutura foi construída durante a fase IV e utilizada até a fase VI. Até o momento, forram escavados mais de dezesseis reservatórios de água, de diversos tamanhos. O maior reservatório está localizado no lado leste da cidade. No topo possui 73,5 m de comprimento e 29,3 m de largura, e no piso possui 70 m de comprimento e 27,7 m de largura e 7,5 m de profundidade.
Foi descoberto um sistema subterrâneo extenso de drenagem de água pluvial, com drenos de diversos tamanhos, alguns chegando a uma altura que permite um adulto andar com facilidade por ele. Foi descoberto que somente na fase VI uma casa descarregava o ralo residencial no dreno pluvial. Os drenos foram construídos com pisos lisos, paredes laterais, cobertura com tampos de pedra e bueiros em intervalos.

### Cemitério
Foi descoberto sepulcros funerários ao norte, leste e oeste, afastados da cidade. O cemitério à oeste abrange uma área de 50 hectares. Há sepulcros de diversas formas, tamanhos, estilos arquitetônicos e técnicas de construção. O cemitério foi muito danificado pela passagem do tempo, intempéries e vandalismo. Nenhum dos sepulcros possuem restos mortais e sim oferendas como cerâmicas, contas de pedras semipreciosas e ouro. Até o momento foi verificado sepulcros da fase III, IV e V. A maioria dos sepulcros encontrados são feitas de pedra no formato retangular e enterradas no solo e possuem tamanhos médios a pequenos. Descobriram dois sepulcros feitos de calcário de boa qualidade e de coloração amarela e faixas púrpura, que os pesquisadores denominaram "Túmulo 6" e "Túmulo 5". O Túmulo 6 possui 2,9 m de comprimento, 1,96 m de largura e 1,12 m de profundidade. Dentro do sepulcro, encontraram um caixão feito de argila de grão fino e coloração cinza, em formato antropomórfico, medindo 1,84 m de comprimento, 68 centímetros de largura nos ombros e 73 centímetros de profundidade. O caixão estava apoiado em vasos e pedras. O Túmulo 5 possui 3,18 m de comprimento, 1,65 m de largura e 1,6 m de profundidade. Ambos os túmulos foram enterrados com terra e cobertos por laje. Também foram encontrados sepulcros em formato de câmaras retangulares cortadas nas rochas, tanto rasas como profundas, e seis sepulcros em formato hemisférico, nos quais dois deles foram bem estudados, e os pesquisadores o denominaram "Túmulo 1" e "Túmulo 2". Os Túmulos 1 e 2 são câmaras amplas e profundas cortadas na rocha, com muro circular de duas camadas de tijolos de barro construído sobre o solo. As câmaras foram cobertas por terra, areia e pedaços de pedra. O Túmulo 2 possui uma cobertura com altura de 3,35 m e um diâmetro de 22 m e a sua câmara possui 4,6 m de largura, 3,04 m de comprimento e 1,8 m de profundidade. O Túmulo 2 possui uma cobertura com altura de 2,90 m e um diâmetro de 33 m.
Foi encontrado, no lado sul da cidade média, um único enterro fracionado, com um dente e fragmentos pequenos de ossos humano em uma cova rasa, e marcado por uma pedra vertical em cada extremidade, Não foi possível, ainda, definir a qual fase esse sepulcro pertence. Sepulturas com ossos humanos, pertencentes as fases posteriores a V, foram encontradas em quase toda a parte do povoado.

## Galeria de fotos

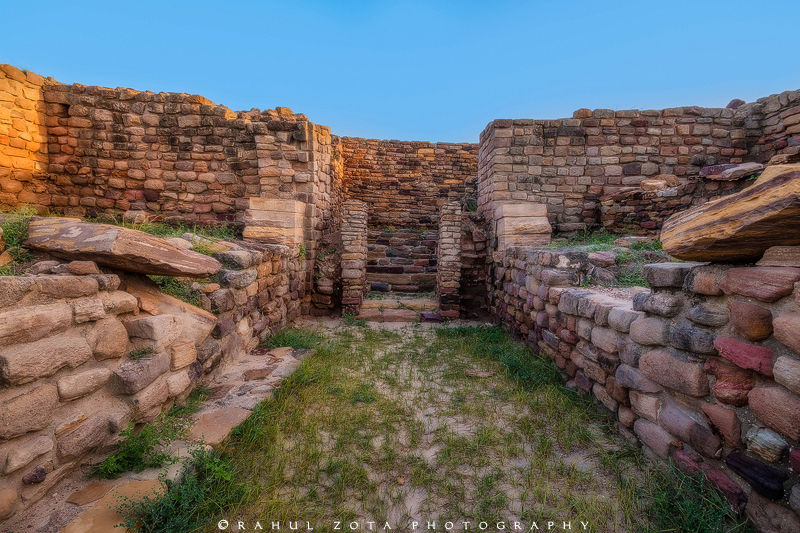
Ruínas de Dolavira
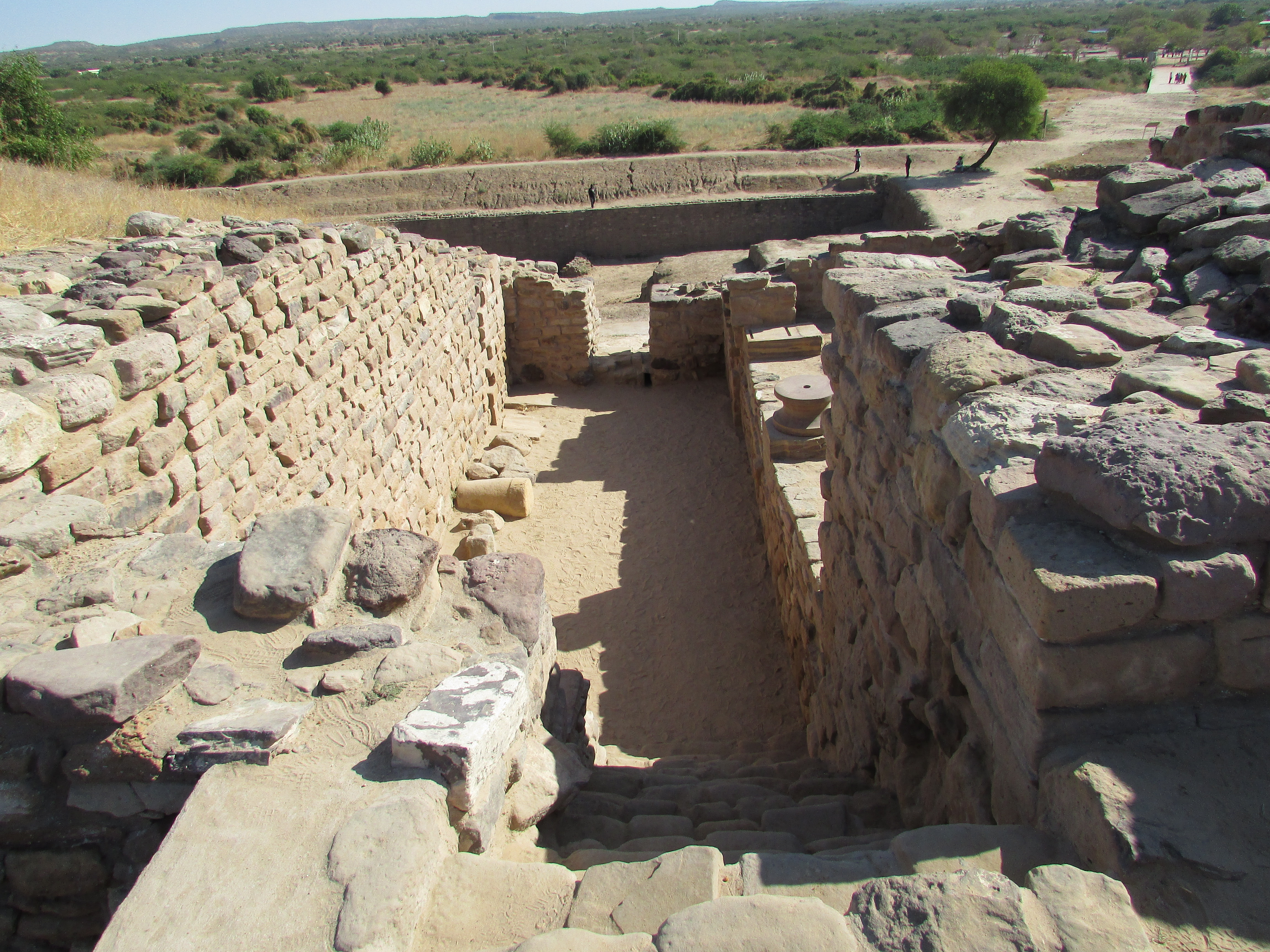
Ruínas de Dolavira
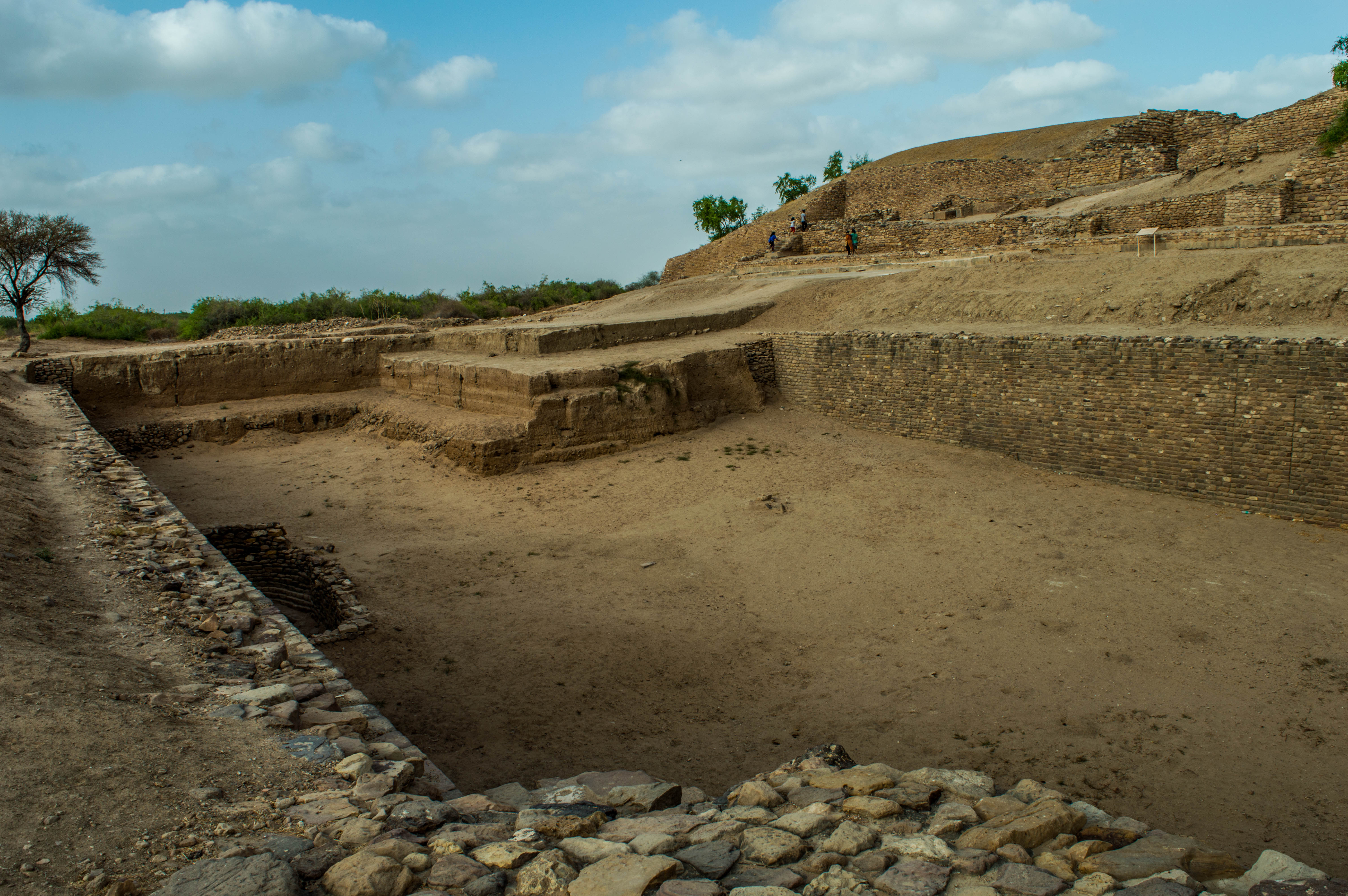
Reservatório de água
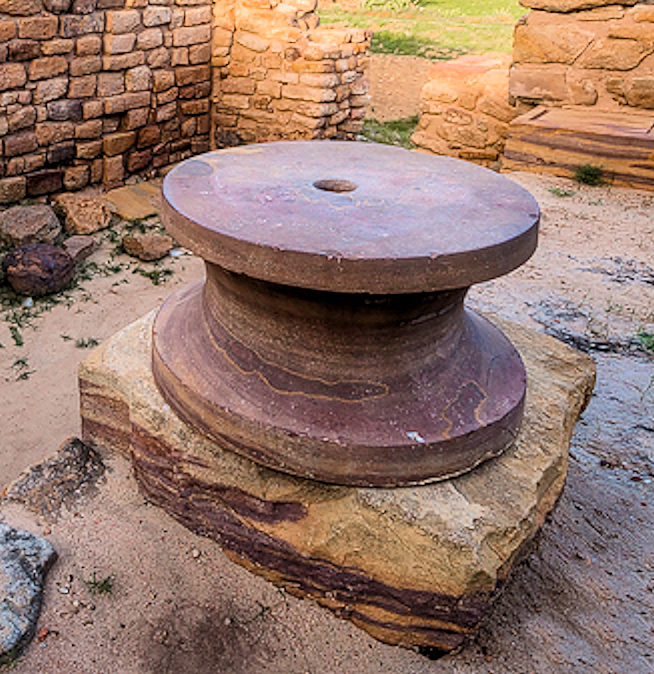
Bases de pilastras
Mapa do sítio arqueológico
Inscrições encontradas na cidadela
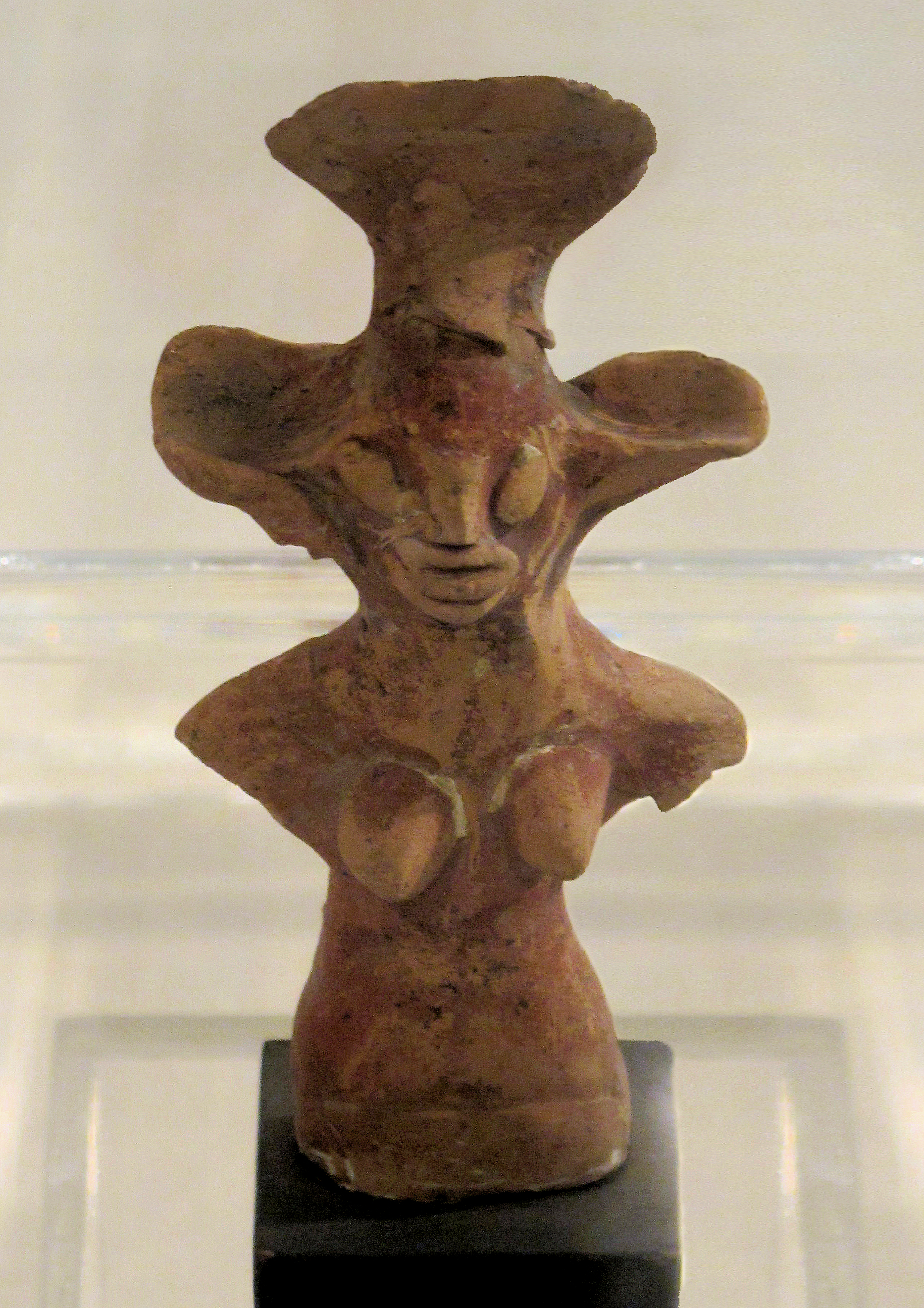
Artefato encontrado do período Harapeano Maduro
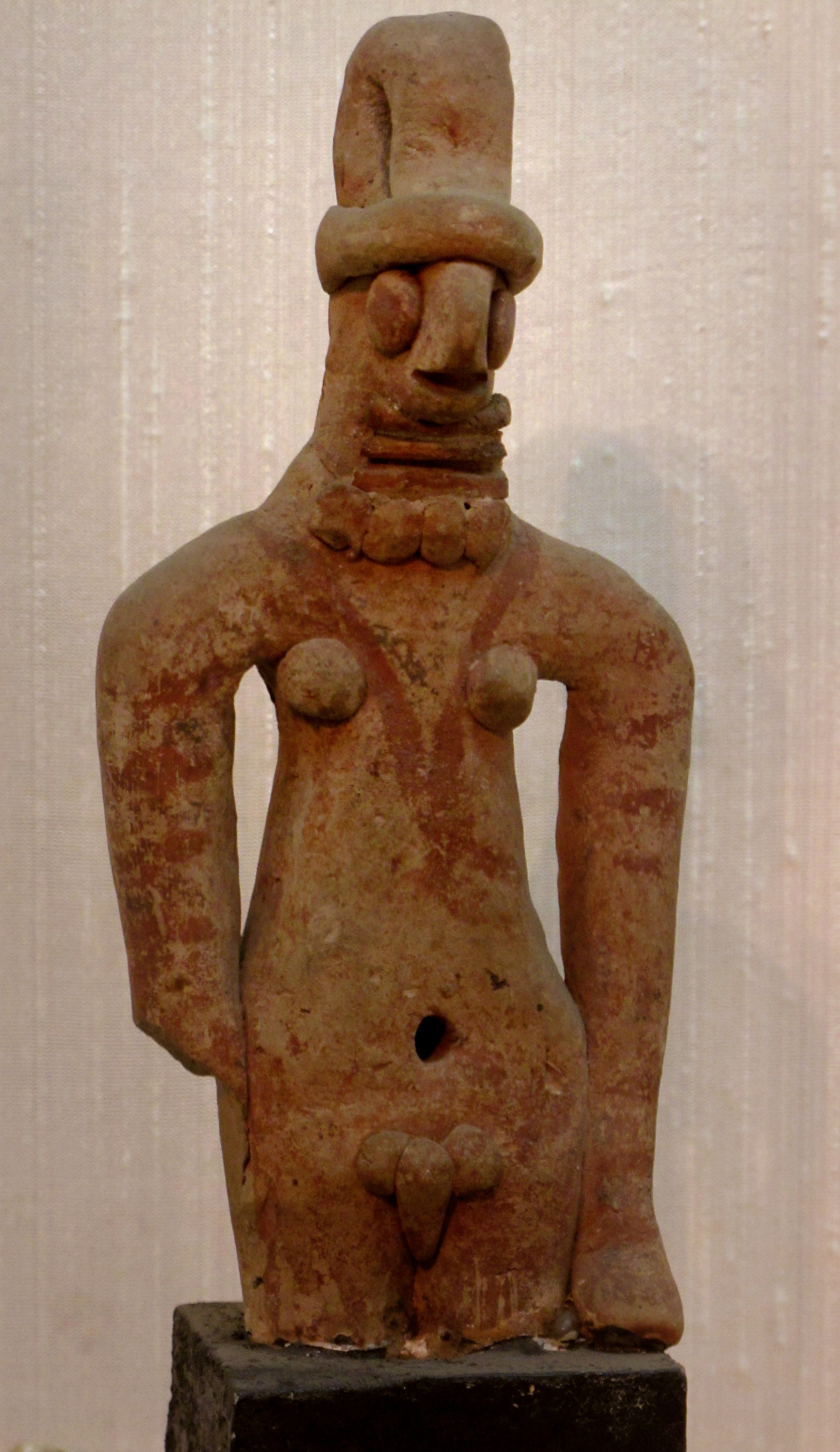
Artefato encontrado do período Harapeano Maduro
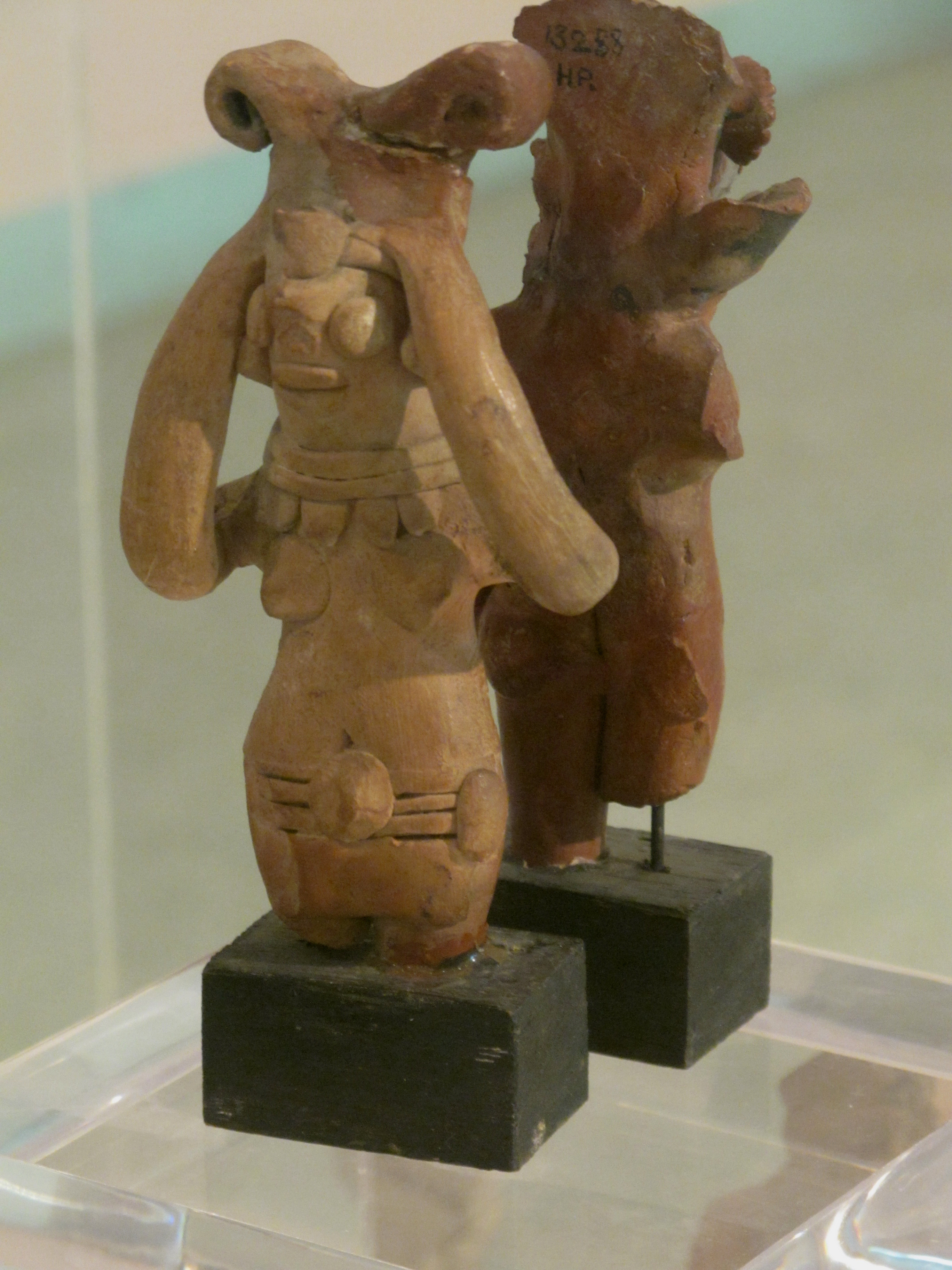
Artefato encontrado do período Harapeano Maduro